# جورج كوبر (لاعب كرة قدم أمريكية)
جورج كوبر (بالإنجليزية: George Cooper)‏ هو لاعب كرة قدم أمريكية أمريكي، ولد في 19 مارس 1984 في ويستيرفيل في الولايات المتحدة.